# Delphi.NET
Delphi.NET (auch Delphi für das Microsoft .NET Framework) war eine RAD-Programmierumgebung, in welcher man mit Object Pascal für das Microsoft .NET Framework entwickeln konnte.
Es steht eine komplette IDE zur Verfügung: ein GUI-Designer für VCL.NET, ein Datenbankverwaltungstool, ein umfangreich ausgestatteter Editor, Refactoring-Möglichkeiten, ein visueller SQL-Query-Editor und vieles andere mehr.
Die letzte Version von Delphi, die Delphi für .NET enthält, ist die Version 2007, welche im Borland Developer Studio 2007 integriert ist. Danach wurde der Ansatz nicht weiterverfolgt, sondern auf ein Plugin namens „Delphi Prism“ (lizenziert von RemObjects) gesetzt, welches Object Pascal als Sprache für Visual Studio und den Microsoft .NET Compiler verfügbar macht.
Embarcadero Technologies, die die ehemaligen Borland-Entwicklerprodukte später übernahm, vertrieb Delphi Prism als Teil von RAD Studio noch bis zur Version XE3. RemObjects verkauft das Produkt weiterhin unter dem Namen Oxygene (Stand: Juli 2016).